# 航海九星
航海九星是指中国古代的航海家依据长期的航海经验，确定的9颗恒星，它们近似均匀地依赤经分布，而且赤纬都不超过南北30°，每两颗之间相距40度左右。通过观测这些恒星，来判断方向。
航海九星是：
- 轩辕十四
- 毕宿五
- 北河三
- 北落师门
- 娄宿三
- 角宿一
- 心宿二
- 牛郎星
- 室宿一